# Biologický ústav ČSAV
Biologický ústav ČSAV vznikl jako Ústřední ústav biologický (1950–1952) podřízený tzv. Ústředí vědeckého výzkumu a později byl přejmenován na Biologický ústav ČSAV (1953–1961).
Sídlil v ulici Na cvičišti 2, Praha 6 (dnes Flemingovo nám). K 31. prosinci 1961 skončil svoji činnost a jeho oddělení přešla do Ústavu experimentální biologie a genetiky, Ústavu experimentální botaniky a Mikrobiologického ústavu.
Od roku 1950 v ústavu působilo oddělení mikrobiologie, hydrobiologie a od roku 1953 oddělení patologie hmyzu. Dále existovalo oddělení fytopatologie (Ctibor Blattný) a oddělení fyziologie a genetiky rostlin (Rudolf Řetovský).
Ředitelem ústavu po celou dobu jeho existence byl Ivan Málek, který na půdě ústavu nastolil stalinistické poměry, vyhazoval odpírače lysenkismu, který aktivně sám podporoval a v roce 1958 udělal v ústavu velkou čistkou při tzv. stranických prověrkách ČSAV. Vědecký přínos ústavu byl marginální a za celou dobu jeho působení (11 let) nebyl žádný článek publikován v západní Evropě nebo USA.